# Campanha nas Ilhas Salomão
A Campanha nas Ilhas Salomão foi a maior campanha militar da Guerra do Pacífico durante a Segunda Guerra Mundial.  A campanha começou quando os Japoneses desembarcaram tropas e ocuparam várias áreas nas Ilhas Salomão Britânicas e em Bougainville no Território de Nova Guiné, durante os seis primeiros meses de 1942.  Os japoneses ocuparam estas localidades e começaram a construir vários portos e campos aéreos com o objetivo de proteger o flanco de sua força invasora na Nova Guiné, fazendo uma base de segurança em Rabaul na Nova Bretanha para promover as bases para cortar a linha de suprimentos entre as potências Aliadas dos Estados Unidos, Austrália e Nova Zelândia.
Os Aliados, a fim de defender suas rotas de comunicação e de suprimentos no Pacífico Sul, decidiram contra-atacar na Nova Guiné e isolar a base japonesa em Rabaul, e lançar uma contra-ofensiva aos japoneses em Guadalcanal e outras ilhas menores a partir de 8 de agosto de 1942. Esses ataques deram início a uma série de sangrentos combates entre os beligerantes, começando em Guadalcanal e continuando em vários engajamentos ao norte das Ilhas Salomão, e ao redor das Ilhas de Nova Geórgia e Bougainville.
A campanha foi lutada em terra, no mar e no ar, com os Aliados derrotando os Japoneses, infligindo a eles terriveis baixas. Os Aliados retomaram as Ilhas Salomão (apesar de ainda ter havido alguns combates na localidade até o fim da guerra) e eles também isolaram ou neutralizaram várias posições japonesas nas proximidades. A campanha nas Ilhas Salomão então convergiu na campanha para retomar as ilhas da Nova Guiné.